# Spoorlijn Erndtebrück - Berleburg
De spoorlijn Erndtebrück - Berleburg is een Duitse spoorlijn en is als spoorlijn 2871 onder beheer van DB Netze.

## Geschiedenis
Het traject tussen Erndtebrück en Birkelbach werd op 1 oktober 1889 geopend door de Preußische Staatseisenbahnen. Het gedeelte tussen Birkelbach en Berleburg volgde op 15 juni 1890.  

## Treindiensten
De Hessische Landesbahn verzorgt het personenvervoer op dit traject met RB treinen.
| Serie | Treinsoort         | Route                                                                           | Bijzonderheden |
| ----- | ------------------ | ------------------------------------------------------------------------------- | -------------- |
| RB 93 | Regionalbahn (HLB) | Bad Berleburg – Erndtebrück – Hilchenbach – Kreuztal – Siegen – Betzdorf (Sieg) | Rothaar-Bahn   |

## Aansluitingen
In de volgende plaatsen is of was er een aansluiting op de volgende spoorlijnen:
Erndtebrück
DB 2870, spoorlijn tussen Kreuztal en Cölbe
Birkelbach
DB 2863, spoorlijn tussen Altenhundem en Birkelbach
aansluiting Hörre
DB 2872, spoorlijn tussen Berleburg en Allendorf